# Coelichneumon bilineatus
Coelichneumon bilineatus är en stekelart som först beskrevs av Gmelin 1790.  Coelichneumon bilineatus ingår i släktet Coelichneumon och familjen brokparasitsteklar. Arten är reproducerande i Sverige. Inga underarter finns listade i Catalogue of Life.